# Грушева (притока Орчика)
Грушева (рос. Р. Грушева; Грушевач) — річка в Україні у Валківській міській громаді Богодухівського району Харківської області. Ліва притока річки Орчик (басейн Чорного моря).

## Опис
Довжина річки приблизно 13,16 км, найкоротша відстань між витоком і гирлом — 11,69 км, коефіцієнт звивистості річки — 1,13. Формується багатьма безіменними струмками та загатами.

## Розташування
Бере початок  на південному сході від села Велика Кадигробівка, біля витоку має назву Балка Шевська. Тече переважно на південний захід через села Водяна Балка, Мельникове і впадає в річку Орчик, праву притоку Орелі.

## Притоки
- Балка Колодязна - ліва притока. Бере початок на північному заході від села Москальцівка, тече переважно на південний захід і впадає у Грушеву у селі Водяна Балка.
  - Балка Суха - ліва притока балки Колодязної.
- Балка Грушева - права притока. Бере початок у селі Велика Кадигробівка, тече спочатку на південний захід потім напівдень, впадає у Грушеву східніше села Водяна Балка.
- Балка Тугаєва - права притока. Бере початок у селі Тугаївка, тече на південний захід, впадає у Грушеву у селі Водяна Балка.
- Балка Гребенькова - права притока. Бере початок у селі Гребінники, тече переважно на південний захід, впадає у Грушеву між селами Водяна Балка і Мельникове.

## Цікаві факти
- У минулому столітті на річці існували водокачка та 2 газові свердловини[3].